# Leo Durkin
Leo Durkin (* 13. November 1992 in Las Vegas, Nevada) ist ein US-amerikanischer Volleyballspieler.

## Karriere
Durkin begann seine Karriere an der Centennial High School in Las Vegas. Von 2015 bis 2018 studierte er an der Brigham Young University. Mit der Universitätsmannschaft Cougars wurde er 2016 und 2017 Vizemeister der NCAA. Nach dem Abschluss seines Studiums fand er zunächst keinen Verein. In dieser Zeit spielte er mit seiner Frau Mackynzie Beachvolleyball und half an der BYU aus. 2019 wechselte er zum deutschen Bundesligisten SVG Lüneburg.